# 全軍破敵：法老
《全軍破敵：法老》是2023年回合制战略游戏，由Creative Assembly Sofia开发、世嘉发行，对应macOS、Windows平台。
据Metacritic，游戏获得「总体好评」；据OpenCritic统计，游戏获得76%媒体推荐。